# Françoise Larribe
Pour les articles homonymes, voir Larribe.
Françoise Larribe (née en 1948) est une otage française, enlevée par un commando du groupe Al-Qaïda au Maghreb islamique en septembre 2010 et relâchée en février 2011.

## Biographie
Née en 1948, originaire du Gard, fille d'un officier militaire, Françoise André a grandi en Allemagne, avant de s'installer à Mialet. Ancienne scoute, elle est engagée au sein de l'Église réformée. Elle suit des études pour devenir animatrice socioculturelle à Bordeaux. En 1972, alors directrice de la maison des jeunes et de la culture de Saint-Céré, elle rencontre Daniel Larribe, qu'elle épouse. Avec lui, elle vit de nombreuses années à Madagascar, au Tchad, puis au Niger, où celui-ci travaille comme ingénieur. Elle enseigne pour sa part la peinture aux enfants pauvres. En 2008, ils partent pour la Namibie.
Ils reviennent au Niger deux ans plus tard. Le 16 septembre 2010, quelques jours seulement après sa réinstallation, elle est faite otage par un commando du groupe Al-Qaïda au Maghreb islamique à Arlit. Alors atteinte d'un cancer et soignée par une chimiothérapie, elle ne peut avoir accès à ses médicaments. Relâchée en février 2011 après des négociations menées par la direction générale de la Sécurité intérieure, elle est reçue par le président Nicolas Sarkozy.
Elle continue toutefois de se battre pour obtenir également la libération de son mari. En 2012, après une lettre « très personnelle » de ce dernier, elle choisit de prendre publiquement la parole en ce sens : elle se dit alors prête à tout, « même à aller chez Drucker ». Elle se plonge dans la lecture du théologien Dietrich Bonhoeffer. Daniel Larribe est finalement relâché à son tour le 29 octobre 2013.

## Ouvrage
- Avec Daniel, Marion et Maud Larribe, Un automne dans les Ifogha, Nîmes, chez les auteurs, 2016  (ISBN 978-2-7466-9356-2).

## Sources
- « Françoise Larribe, une passionnée d'Afrique », Le Parisien,‎ 26 février 2011 (lire en ligne).
- Stéphane Joahny, « Le sourire de Françoise Larribe », Le Journal du dimanche,‎ 27 février 2011 (lire en ligne).
- Pascal Charrier, « Françoise Larribe face au temps suspendu », La Croix,‎ 19 octobre 2012 (lire en ligne).
- (en) Maïa de La Baume, « A Former Hostage Worries for Those Left Behind in the Desert », The New York Times,‎ 9 mars 2013 (lire en ligne).
- Maria Malagardis, « Françoise Larribe, à moitié libérée », Libération,‎ 26 avril 2013 (lire en ligne).